# Oskar Felix Memmenegger
Oskar Felix Memmenegger (* 1793; † 1841) war ein autodidaktischer Pyrotechniker.
Memmenegger stand beim Züriputsch vom September 1839 der freisinnigen Zürcher Regierung als Sprengstoffexperte vergeblich bei. Er starb bei Ausbesserungsarbeiten der Alten Landstrasse in Horgen infolge einer Fehlzündung.